# Рейнський кріль
Рейнський — одна зі старих триколірних порід кролів. Забарвлення складають три кольори: золотисто-оранжевий, білий і чорний.

## Історія породи
Кролі цієї породи були виведені в 1900 році в Німеччині. У 1902 році порода вперше була показана на виставці.
У 1905 році був отриманий статус породи. У 1923 році завезена в США. У 1972 році почалося розведення кроликів. У 1975 році затверджено стандарт породи.

## Біологічні характеристики
Тіло кролів цієї породи має циліндричну форму, стегна і плечі однакові по ширині, задні лапки округлі в стегнах.
Порода рейнський кролик передбачає екстер'єр, при якому лапи і черево утворюють дугу. У забарвленні присутні плями, що нагадують за формою метеликів. Кола навколо очей, щоки, вушка пофарбовані плямами у формі метелика.
Обриси плям рівні, в кожному змішані два кольори. Нерідко буває окрас - одне вухо чорне, інше золотисто-помаранчеве. На хребті, підставі шиї плями вузькі, на середині спини широкі, до хвоста вузькі. З боків від шести і до восьми кольорових плям.
Вага самців становить 3,6 кг, самок - 3,8 кг. Кролі мають неагресивний, м'який характер.